# Pianokwintet (Schumann)
Het Pianokwintet opus 44 is een pianokwintet van de hand van Robert Schumann, geschreven in 1842.
Het werd gecomponeerd op slechts enkele weken tijd, in september en oktober van het jaar 1842. Schumann was een van de eerste componisten die een piano toevoegde aan het klassieke strijkkwartet en zo een nieuwe dimensie gaf aan kamermuziek. Dit pianokwintet is een schoolvoorbeeld van de expressieve interacties die het strijkkwartet en de piano met elkaar aangaan. Vooral tijdens het derde deel (het scherzo) komt dit tot uiting.
De pianiste op de première (op 8 januari 1843) was Clara Schumann, de vrouw van Robert Schumann. De eerste uitvoering vond plaats in het Gewandhaus in Leipzig.

## Bezetting
- 2 violen
- 1 altviool
- 1 cello
- 1 piano

## Delen
Het werk bestaat uit vier delen:
1. Allegro brillante
2. In modo d'una marcia. Un poco largamente
3. Scherzo: Molto vivace
4. Allegro ma non troppo

### Allegro brillante
Het eerste deel is een fris en snel gedeelte (allegro betekent snel in het Italiaans), dat start met enkele krachtige akkoorden.

### In modo d'una marcia. Un poco largamente
Het tweede deel is een ingetogen en traag gedeelte; het staat in c mineur. Tegen het einde wordt de melodie krachtiger en helderder, hetgeen een voorbode is voor het snelle en scherpe derde deel.

### Scherzo: Molto vivace
Het derde deel is een scherzo, bestaande uit 5 gedeelten. Het eerste gedeelte is een opeenvolging van toonladders en komt 3 maal terug, telkens afgewisseld met 2 intermezzo's. Het eerste intermezzo is eerder introvert en licht van karakter, terwijl het tweede intermezzo (het trio) krachtig, duister en schichtig is. Het laatste gedeelte is opnieuw de opeenvolging van toonladders, maar eindigt met een krachtig oplopend en aflopend arpeggio in de piano.

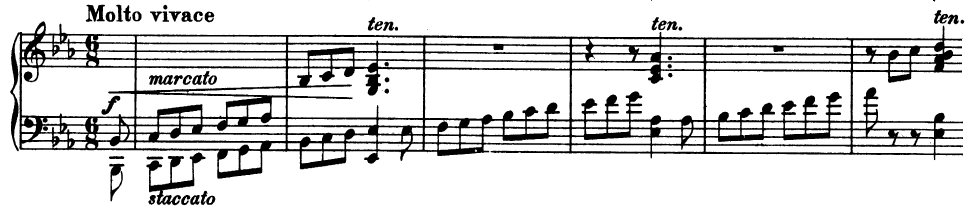
Openingstoonladders in de pianopartij van het derde deel (Scherzo: Molto vivace).

### Allegro ma non troppo

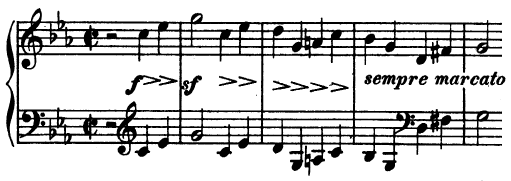
Openingsthema in de pianopartij van het vierde deel (Allegro ma non troppo).

Het laatste deel volgt onmiddellijk na het derde deel (een soort attacca) en bezit een zeer kenmerkend thema dat onder talrijke vormen terugkomt. Aan het eind wordt het thema van het laatste deel gecombineerd met dat van het eerste deel, waardoor een soort dubbele fuga ontstaat en waardoor het werk in zijn totaliteit een cyclisch karakter krijgt.